# Alstom
Alstom (antiguamente GEC-Alsthom, y en un principio Alsthom) es una corporación francesa, la cual es una de las más importantes de la Unión Europea en el negocio de la generación de electricidad y la fabricación de trenes (como el TGV, Eurostar o tranvías) y barcos (como el Queen Mary 2). De acuerdo con la información de la página web de la empresa,[cita requerida] en el ejercicio 2004/2005[actualizar] tuvo ventas de 13 700 millones de euros, dando empleo a 69 000 personas en unos 70 países. Las oficinas principales de Alstom están en Saint-Ouen, cerca de París.
El nombre de Alsthom, simplificado en 1998 como Alstom, resulta de la contracción de las palabras «[Alsacienne]» y «[Thomson]», el cual aparece en 1928 tras la fusión de una parte de la Société Alsacienne de Constructions Mécaniques (SACM) con sede en Mulhouse, luego en Belfort, especialista en la construcción de locomotoras, con la Compañía francesa para la explotación de procedimientos Thomson-Houston (CFTH), sociedad franco-americana especialista en equipos de tracción eléctrica ferroviaria y construcción electro-mecánica. Su primer administrador delegado fue Auguste Detœuf.
Alstom es una compañía francesa que diseña, provee y presta servicios de sistemas para generación, transmisión y distribución eléctrica. Además, fabrica equipos ferroviarios tales como vagones y señalética, embarcaciones de lujo para pasajeros, buques navales y tanques cisterna para gas natural. La firma está dividida en cinco sectores: sistemas turbogeneradores, medio ambiente, servicios, transporte e industria naviera. Alstom está presente en unos 100 países del mundo. En Latinoamérica tiene instalaciones de fabricación y servicios en México, Argentina y Brasil. Alstom fue incorporada en 1992.

## Productos y servicios
- Energía
- Transporte

## Transporte

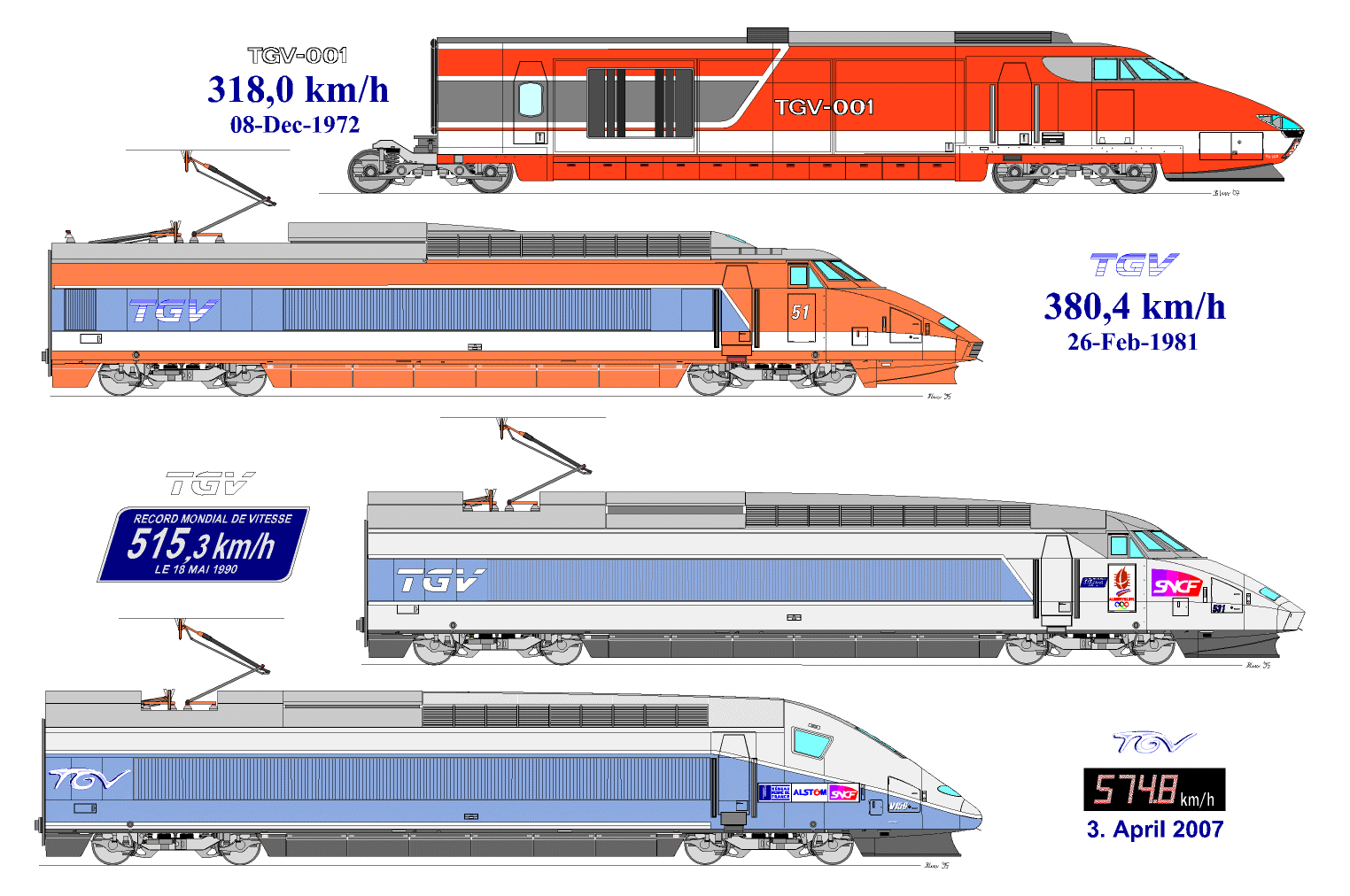
Train à Grande Vitesse, TGV.

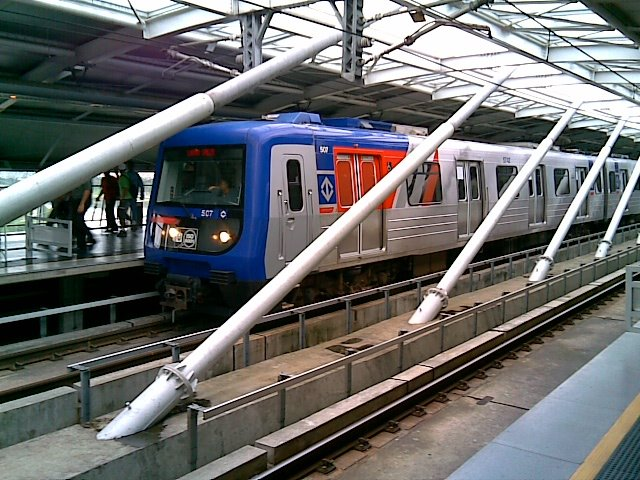
Un tren "Alstom Metropolis" de la línea 5-Lila del Metro de São Paulo.

### Concentración de la industria ferroviaria
Alstom diseña y produce sistemas de Metro. Provee al Metro de Santiago su material rodante (trenes) hasta la actualidad: desde el primer modelo denominado NS-74 (derivado del MP-73), luego con los NS-93 (derivado del MP-89). Luego con los AS-2002 de rodadura férrea, los NS-2004 con rodadura neumática, y también se encargó del armado de los NS-2016. Estos sistemas fueron diseñados en Francia, Brasil y Chile. En el año 2005, también en Chile, comenzó a funcionar en la V Región de Valparaíso, el Proyecto IV Etapa de Merval, con 27 equipos X'trápolis, fabricados y diseñados en Francia. En tanto, en el año 2017 inició su funcionamiento en la Región Metropolitana de Santiago de Chile el servicio Tren Nos-Estación Central, el que hoy opera con 22 equipos X'trápolis producidos en Barcelona, España.
En São Paulo, Brasil, la fábrica de Alstom tiene 43 000 metros cuadrados y es manufacturero de material ferroviario para las redes de ferrocarril metropolitanos, aquí se fabricaron 83 trenes para el Metro de Santiago de Chile y 660 coches para el Metro de Nueva York entre otros.

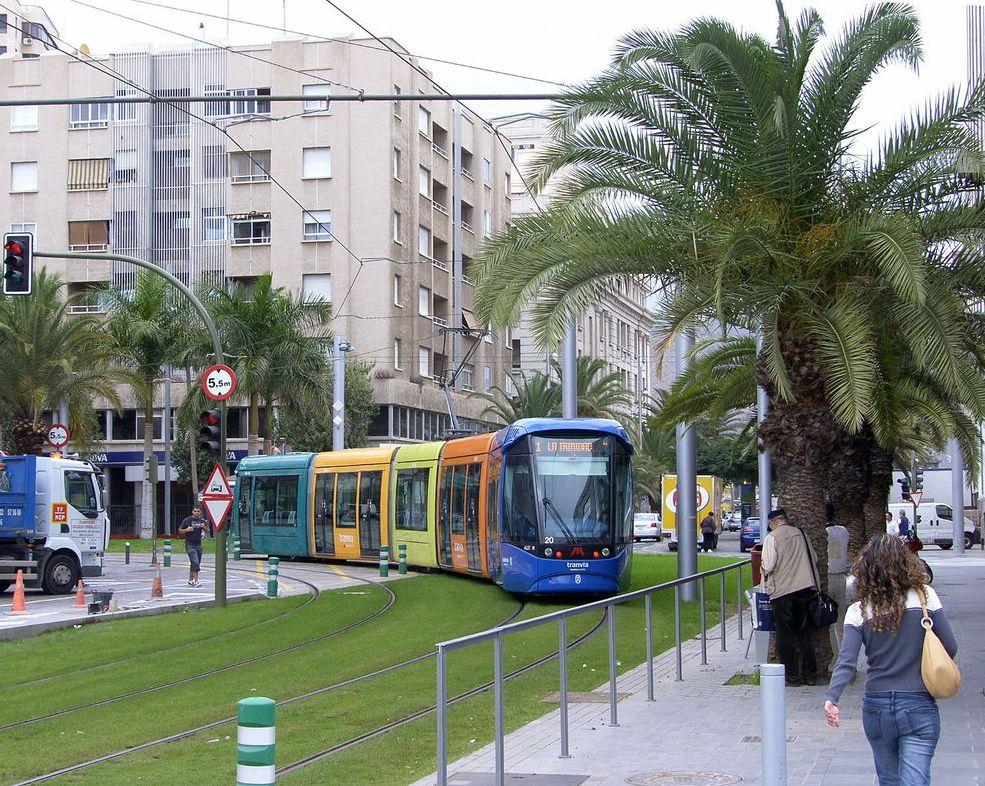
Unidad del Tranvía de Tenerife.

En materia de tranvías, Alstom fue la introductora de la modalidad del «piso bajo», tecnología estrenada en el tranvía concebido para la ciudad de Grenoble en 1987, que también fue introducido en la línea T1 del norte de París (Saint Denis-Bobigny) y posteriormente en la T2 y la ciudad de Ruan. Este tipo de tranvía tenía un 70 % de su interior con el piso a 35 cm aprox. del nivel de calle, mejorando la accesibilidad, incrementando la seguridad y reduciendo el tiempo de espera en las paradas. Más adelante lanzó su modelo Citadis, multiarticulado y 100 % de piso bajo, uno de los más adelantados del momento, tranvías que en la urbe proporcionan soluciones medioambientales y ergonómicas.
Esos tranvías han sido introducidos en muchas ciudades, entre ellas París (Línea T3), Barcelona, Parla, Madrid, Tenerife, Dublín, Montpellier, Lyon, Orleans, Atenas y Mulhouse. Dos coches de esta última ciudad fueron llevados a Buenos Aires, Argentina, para circular en el recorrido experimental del Tranvía del Este, inaugurado el 14 de julio de 2007 en el dinámica zona de Puerto Madero.

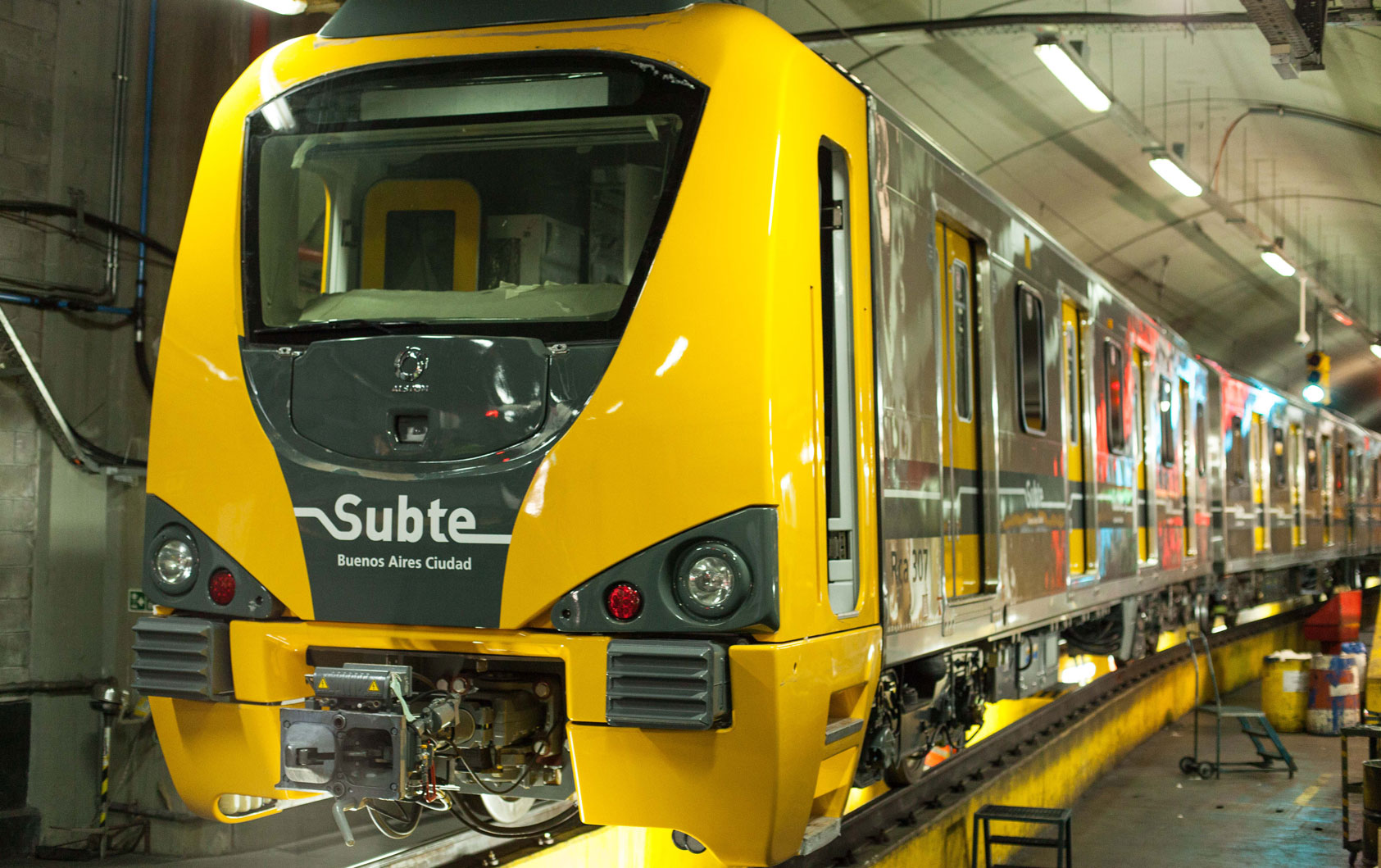
Alstom Metrópolis del Subte de Buenos Aires, Argentina

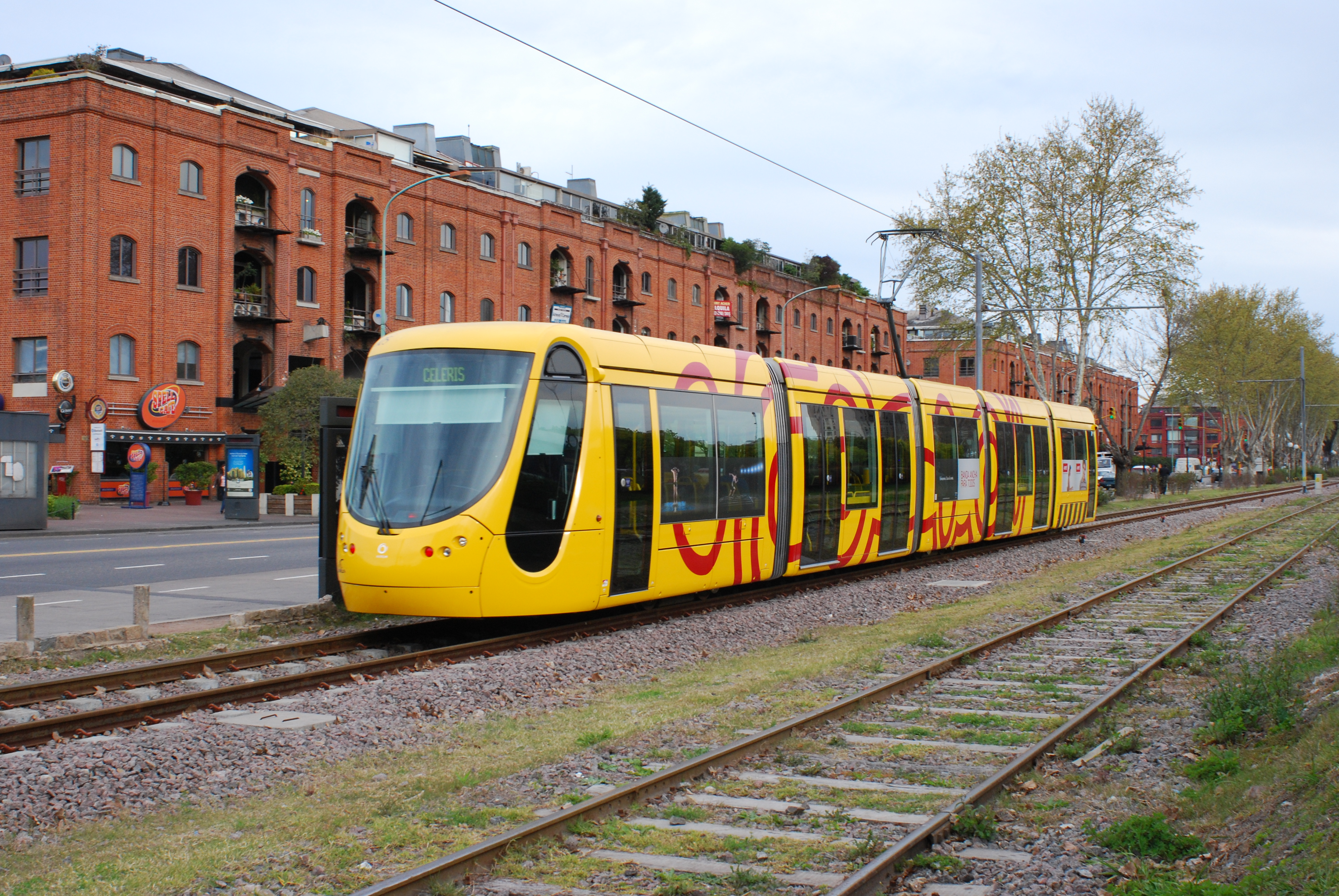
Alstom Citadis 302 del Tranvía del Este, en Buenos Aires, Argentina

La penetración de Alstom en España se inició con la compra de importantes empresas metalúrgicas, entre otras M.T.M. (Maquinista Terrestre y Marítima, S.A.), Material y Construcciones S.A, popularmente conocida como MACOSA, así como la división de generadores de ABB en el País Vasco.
En Caracas, Venezuela, ha producido modelos al sistema Metro de Caracas, desde el año 1981, realizando el primer lote de 48 trenes con 7 coches cada uno, siendo el modelo Serie 1 para la Línea 1. Teniendo el nombre de Alsthom Atlantique, para el año 1986 se solicita el segundo lote de trenes, del mismo modelo ya anteriormente mencionado, pero se renombra a Serie 2, ya que estos irían a la línea 2, que para aquel momento que estaba en construcción. En 1993 se solicita el siguiente lote, para la Línea 3, estos modelos a pesar de tener la misma apariencia de las dos anteriores, cuenta con tecnologías más avanzadas para la época. Son llamados Serie 3 por GEC-Alstom, y se fabrican estos trenes con apoyo de Bombardier y Siemens AG. En el año 2003 se solicita el cuarto lote, los Serie 4, a pesar de la misma apariencia, son modelos completamente nuevos, hablando tecnológicamente. Estos trenes fueron fabricados junto a Bombardier, estos trenes irían para la Línea 4. Para 2006 se solicita el siguiente lote, para aumentar el lote de trenes para la Línea 3, por su expansión que se realizaba. Son llamados Serie 5, y también fueron fábricados junto a Bombardier.

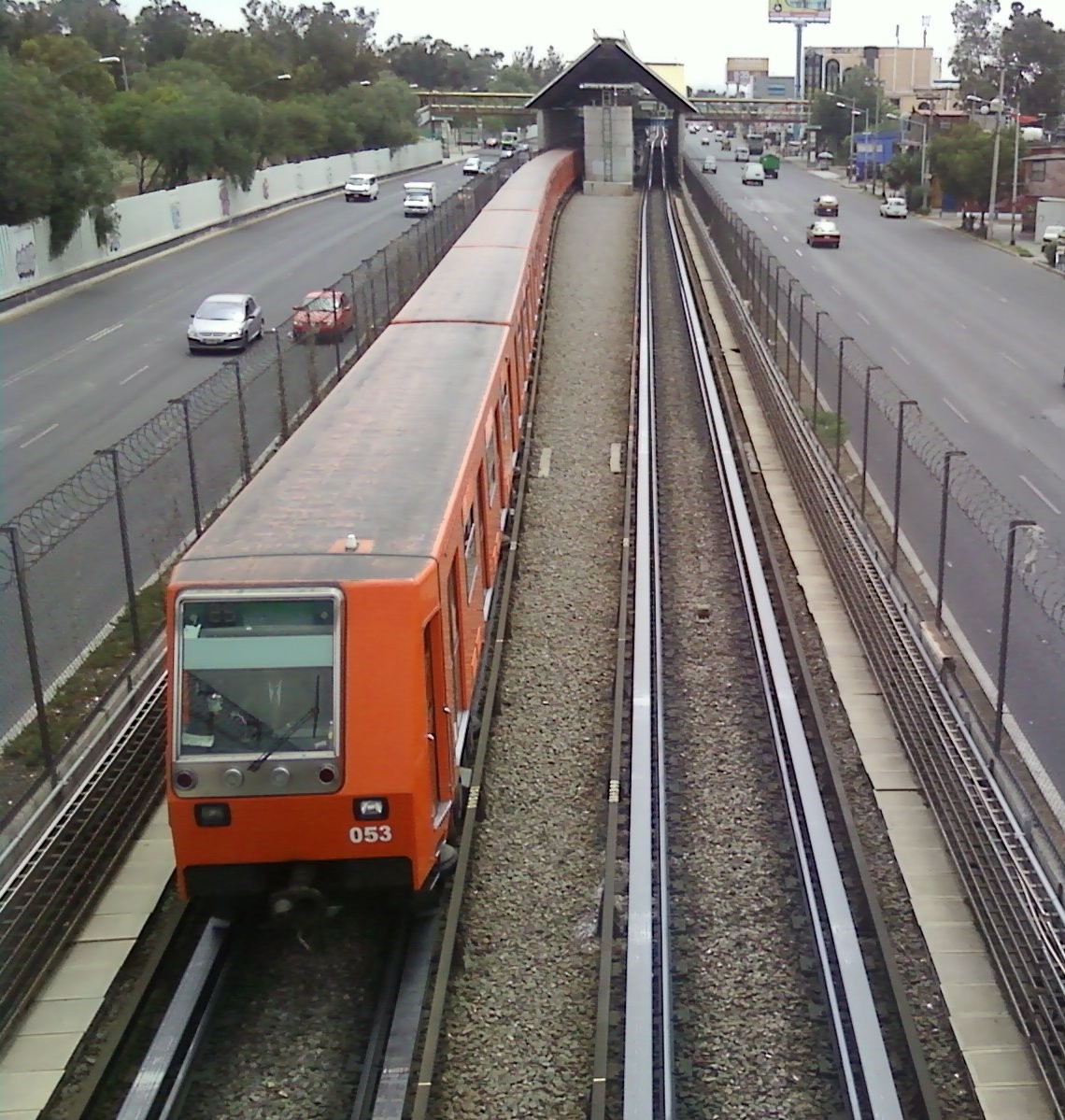
Convoy MP-68 construido por Alstom y rehabilitado por Bombardier circulando sobre un tramo de la línea B

Para Los Teques, Venezuela, se ha producido el modelo Serie 8, un modelo exclusivo para el sistema Metro de Los Teques, tienen la misma apariencia de los trenes del Metro de Caracas, aunque tienen muchas diferencias, ya que estos trenes tienen ciertas exclusividades para el recorrido de subidas. En 2014 se estaría recibiendo el próximo lote de trenes para Los Teques, siendo un modelo completamente nuevo, siendo ya un Alstom Metropolis de diseño único para Metro Los Teques, llamado hasta ahora Serie 9.
Alstom construyó los primeros trenes de neumáticos del Metro para México, D. F.: el modelo MP-68 para la línea 1, que después en los años de 1994-1999 fueron rehabilitados por CAF, y los que circulan en las líneas 5, B y que están regresando a la línea 7 fueron rehabilitados por Bombardier Transportation México (anteriormente C.N.C.F. o Concarril).
También construyó los vagones modelo MP-82, que circularon durante un tiempo en las líneas 7 y 1, pero después fueron repotenciados para la línea 8. Además Alstom prestaba asistencia técnica a la desaparecida empresa C.N.C.F. o Concarril (Constructora Nacional de Carros de Ferrocarril) en Ciudad Sahagún, en el estado de Hidalgo, para la construcción de trenes para el Metro de la Ciudad de México desde 1976 en modelos denominados NM-73A, NM-73B, NM-73C y NM-79. También presta asistencia técnica en Chile, al tren modelo NS-88 fabricado por Concarril (su similar en México es el FM-86, de rodadura férrea), actualmente en servicio en la línea 2 del Metro de Santiago .
Asimismo ha puesto en funcionamiento el Tranvía de Tenerife en Islas Canarias, el tranvía de la isla, que incluso ya está en funcionamiento la línea 2 con conexión a Tíncer.

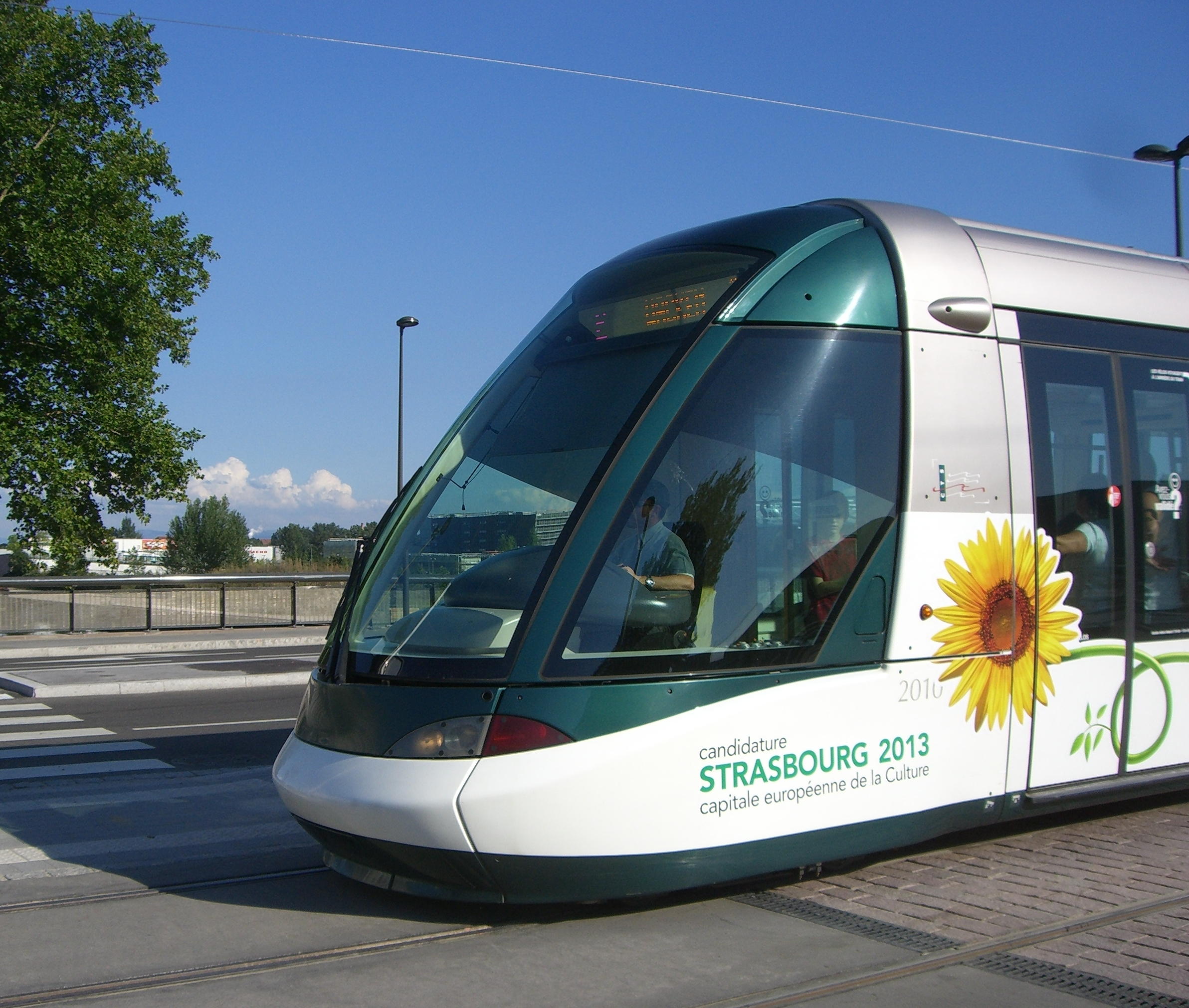
Tranvías Citadis.

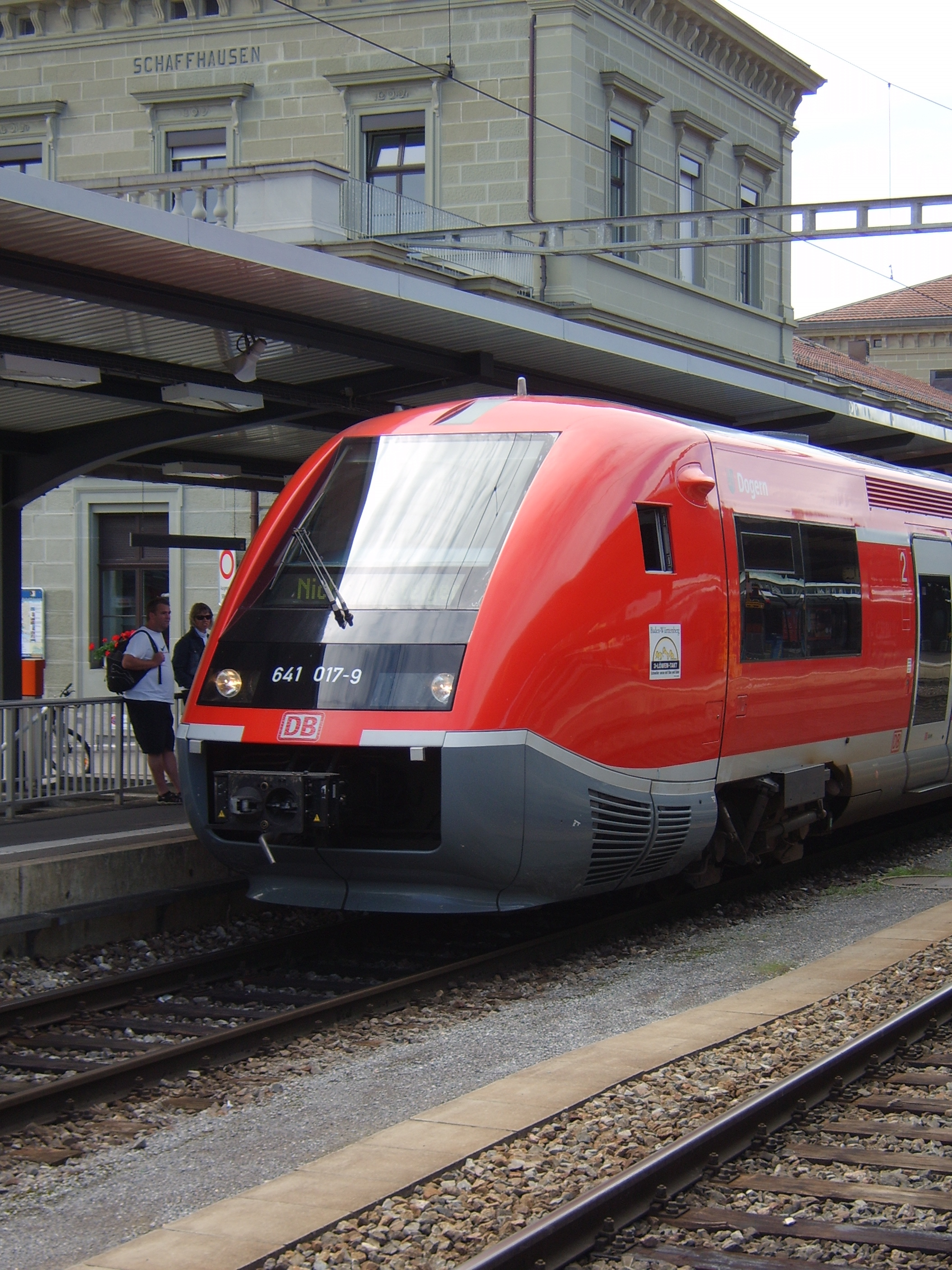
Trenes regionales Coradia.

También Alstom ha fabricado formaciones Metropolis 9000 para el Metro de Lima, los que en total hacen una suma de 19 formaciones parecidas a las del Metro de Barcelona, pero, con unas ligeras diferencias, las cuales fueron entregadas en su totalidad el 2013.
Asimismo Alstom Construye todas las formaciones del  Metropolis 9000 para el  Metro de Santo Domingo. La flota del Metro de Santo Domingoconsiste de un total de 19 unidades Alstom «Metrópolis 9000» de tres coches, 57 coches en total de última generación fabricados en Bélgica, Francia y España. Este modelo se está utilizando también en los metros de Barcelona y Lima.

#### Material rodante
Alstom ofrece una amplia gama de material rodante, que cubre todo el mercado del transporte ferroviario: desde trenes de muy alta velocidad a transporte urbano ligero, incluyendo metros, tranvías, trenes regionales y de cercanías y locomotoras.
- Muy alta velocidad: TGV M, TGV Duplex y AGV

- Alta velocidad: Pendolino,

- Locomotoras: Prima

- Trenes regionales: Coradia

- Trenes de cercanías: X'Trapolis

- Trenes-tranvía: Citadis Dualis

- Metros: Alstom Metrópolis

- Tranvías: Citadis

#### Multa de la CNMV de España
La Comisión Nacional del Mercado de Valores de España multó en 2021 a la empresa Alstom con 22 millones de euros por formar parte de un cártel que se repartió licitaciones convocadas por Adif por valor de más de 4.100 millones de euros, junto con otras de las principales empresas de sistemas de seguridad, señalización y comunicaciones de la red del AVE, media distancia y cercanías en España.